# Myachi

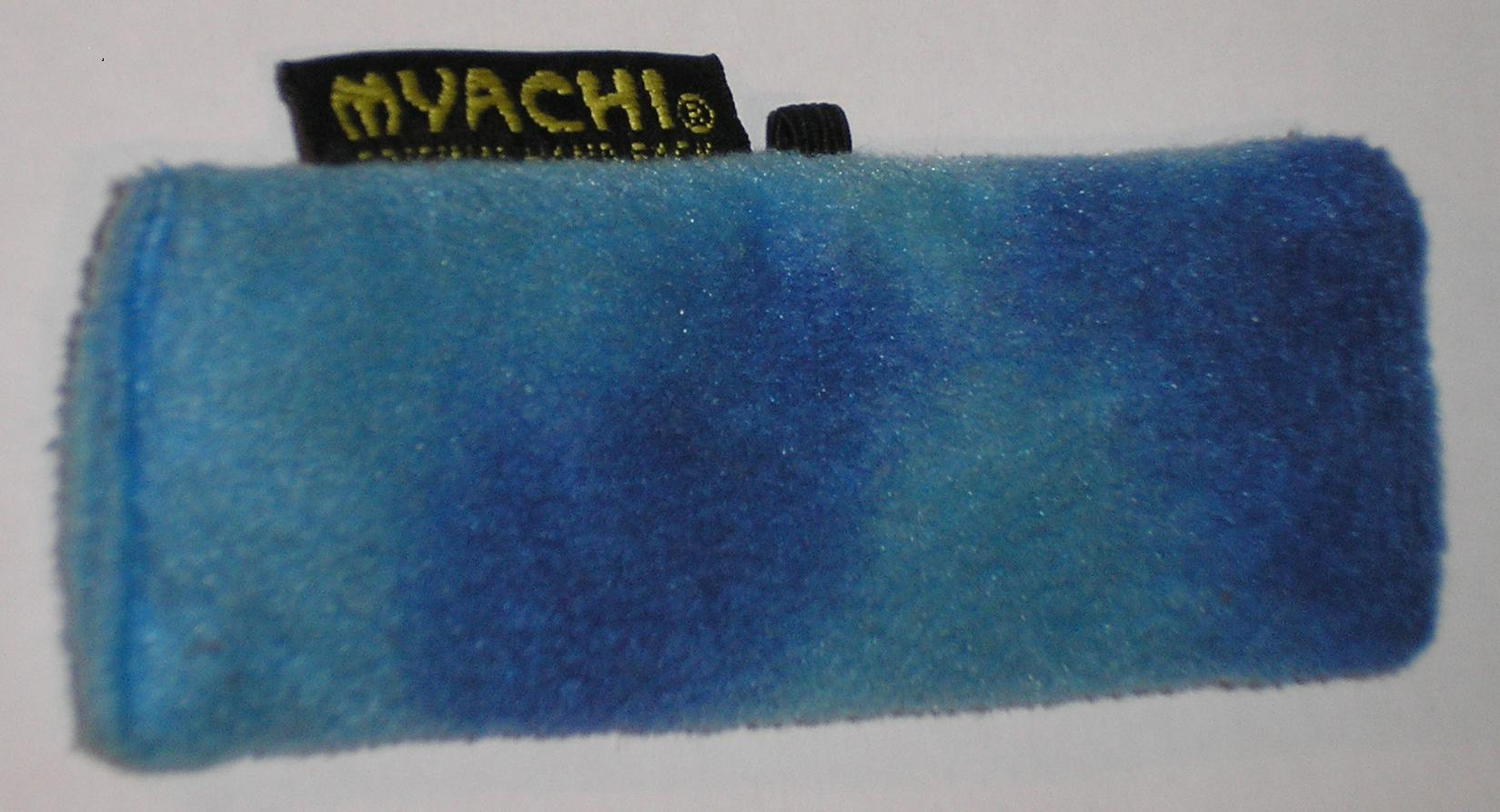
Un myachi

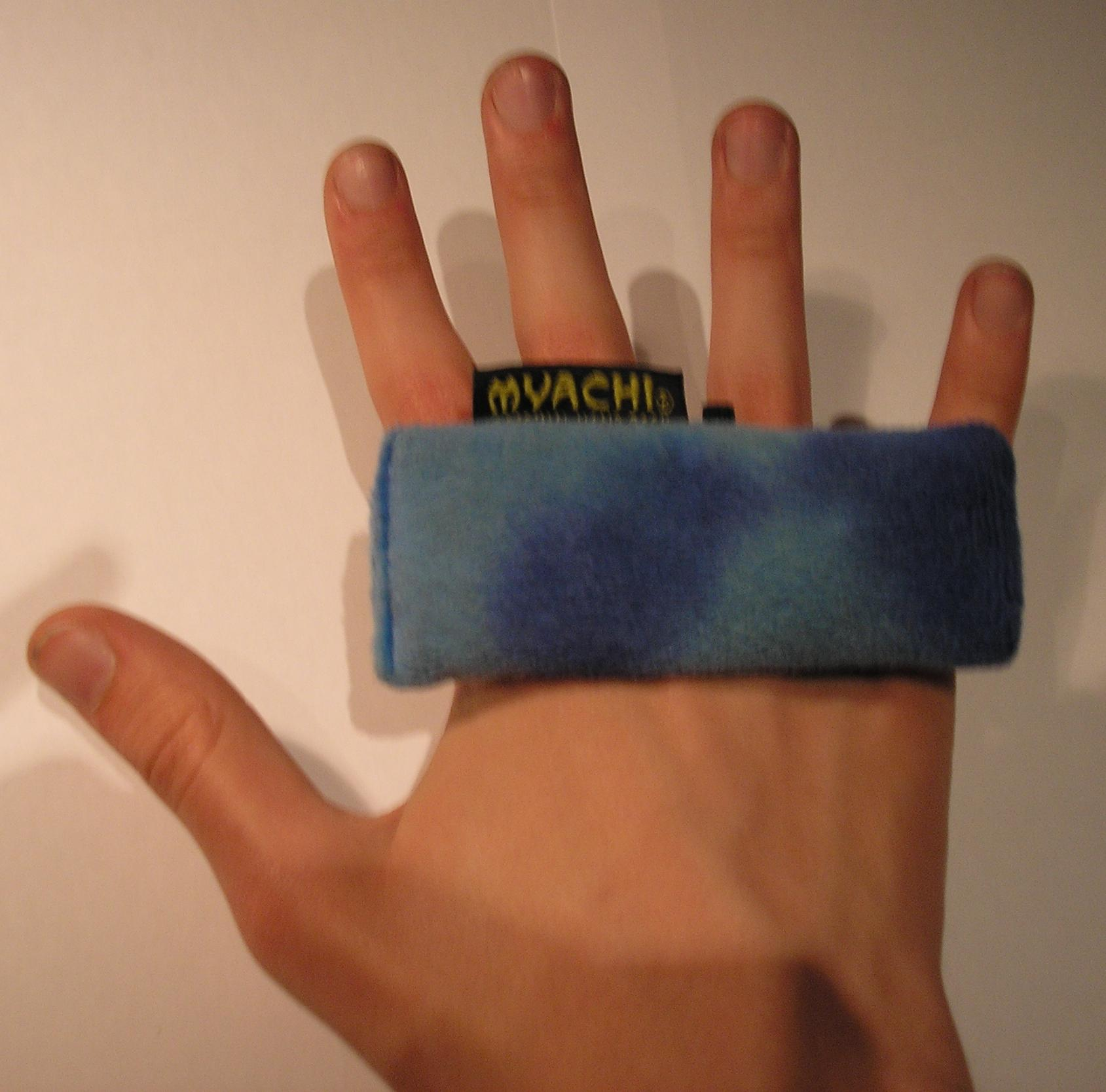
Posició inicial del myachi

El myachi (pronunciat: mi-a-chi) és un sac de sorra rectangular de 10 x 4 cm amb el qual es practica un esport o joc modern realitzant un seguit de malabars amb la mà.
El joc consisteix en situar el myachi a la part posterior de la mà i després elevar-lo per ser captat amb qualsevol part del cos excepte el palmell de la mà, tot evitant que caigui a terra. Quants més trucs es realitzin seguits sense que caigui el myachi a terra, més habilitat es té.

## Origen
El myachi té el seu origen a la Universitat Vanderbilt, on l'estudiant Steven Ochs va llançar un encenedor des de la part posterior de la mà amb uns amics. Llavors, Ochs va decidir cosir una vella bitlletera al voltant de tot l'encenedor i així va néixer el primer myachi.